# Guido Sette
Guido Sette (1304 – 1367) è stato un arcivescovo italiano, amico di Francesco Petrarca, del quale condivideva il progetto culturale e l'amore per i classici latini.

## Biografia
Le informazioni biografiche riguardo a Guido Sette le desumiamo grazie soprattutto alle Familiares del letterato e protoumanista Francesco Petrarca, che del futuro arcivescovo di Genova fu amico fin dall'infanzia. Nato nel 1304 da una famiglia originaria della Lunigiana, Guido Sette conobbe per la prima volta Petrarca a Genova, nel 1311. Entrambi studenti a Carpentras, in Provenza, alla scuola di Convenevole da Prato, Sette studiò diritto canonico allo studium di Bologna ove si laureò. Nel 1339 fu nominato canonico e arcidiacono della Cattedrale di Genova anche se, negli anni successivi, Sette fu una presenza fissa alla corte papale di Avignone. Tra il 1351 e il 1353, ultimo soggiorno di Petrarca in Provenza prima di trasferirsi definitivamente in Italia, Sette soggiornò a Valchiusa presso la casa dell'amico, consultando la sua biblioteca. Il 2 luglio 1358 fu nominato da papa Innocenzo VI arcivescovo di Genova, incarico che terrà fino alla morte, avvenuta all'incirca sul finire del 1367.